# Крижанівський Андрій Миколайович
Крижанівський Андрій Миколайович (1907–1950?) — український письменник. Псевдонім — Святослав Доленга.

## З біографії
Народився у 1907 р., про дитячі і юнацькі роки відомо мало. У 1933–1938 рр. перебував у Варшаві. Був співредактором журналу «Ми» (1933–1937). Співпрацював із Д. Донцовим. На шпальтах бюлетеня «Biuletyn Polsko-Ukraiński» брав участь в обговоренні різних аспектів польсько-українських відносин. На особливу увагу заслуговує цикл виступів письменника в 1933 р.
під назвою пол. «W kole zaczarowanem» (1933, № 6, 9, 11, 13, 14), де розглянув польську рецепцію української історії у творах Генрика Сенкевича, вплив його художньої інтерпретації подій минулого на масову свідомість поляків. Звинувачував Сенкевича у фальшуванні історії, розмірковував над культурологічними аспектами цієї проблеми.
У роки Другої світової війни був офіційним дорадником крайового комісара Рівненської області під прибраним прізвищем Заєць. Після війни спився і помер на початку 50-х рр. в одному з таборів у Німеччині.

## Творчість
Автор роману «Сонце у пісках», новел «Історія одного вагону», «Новеля про мене, Ірен і залізну людину».
Окремі видання:
- Доленга Святослав. Донцовщина. — Варшава: Варяг, 1938. −78 с. [Архівовано 8 грудня 2015 у Wayback Machine.]
- Доленга  Святослав. Скоропадщина. - Варшава: Варяг, 1934. - 176 с [Архівовано 8 грудня 2015 у Wayback Machine.].
- Доленга Святослав. Поет тьми й хаосу // Ми. — 1935. — Кн. IV. — С. 113–134.
- Крижанівський А. Очі в труні // Ми. — 1934. — Кн. 3. — 60 с.
- Крижанівський А. Історія одного вагону. Романтичний репортаж // Ми. — 1936. — Кн. 5. — С. 6; Кн. 6. — С. 36; 1937. — Кн. 7. — С. 11.
- Крижанівський А. Міста і люди // Ми. — 1933. — Кн. 1. — С. 11.
- Літературно-мистецький журнал «Ми» (1933–1939): систематичний покажчик змісту / Уклад. О. Рудюк; передм. Л. Ільницького; відп. ред. Л. Сніцарчук. — Львів, 2011. −156 с.